# タオス

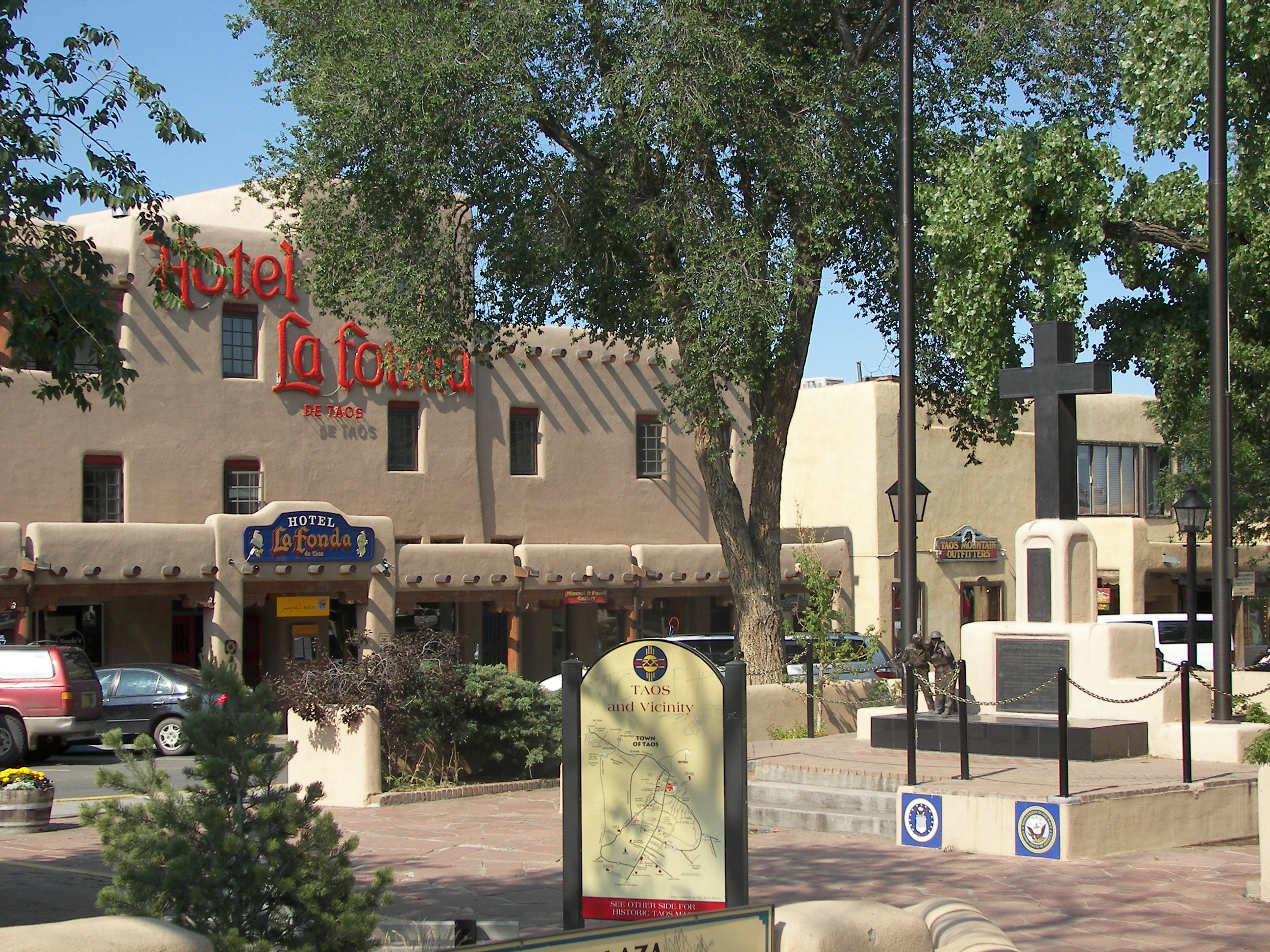
ダウンタウン

タオス（Taos, IPA: [taʊs]）は、アメリカ合衆国ニューメキシコ州の町。タオス郡の郡庁所在地である。人口は6,474人（2020年）。
タオス・プエブロに近い位置にあるため、町の名前もそれが由来になっている。アメリカ先住民のティワ語で「赤い柳」を意味する。名前は、近隣にあるタオス・スキー場にも使われている。

## 歴史
タオスは、スペインによるプエブロの村の征服の後に創設された。
1770年代のタオスは、当時現在のコロラド州東部の平原に居住していたコマンチェによって執拗に襲撃された。ニューメキシコ領知事のフアン・バウティスタ・デ・アンサは、1779年にコマンチェを処罰する遠征に成功した。
1847年にニューメキシコがアメリカ合衆国支配下になってからは、タオスのヒスパニックとアメリンディアンらは、タオスの反乱として知られる小さな反乱を起こし、これによって新しく任命された合衆国側の知事、チャールズ・ベントが殺された。
1899年の初め、芸術家たちがタオスに住み始め、特にネイティブアメリカン芸術のタオスにおける活動が発展した。
他に観光目的の場所としては、リオグランデ渓谷とタオス・スキー場沿いに、キット・カーソン、チャールズ・ベント知事、メイベル・ドッジ・ルーハンらの家がある。20マイル北西に行くと、1920年代の英国人小説家、D・H・ローレンスの家があるD・H・ローレンス牧場(もともとの名はカイオワ牧場で、現在はニューメキシコ大学が所有)がある。
1934年に州に編入された。

## 人口統計
以下は2000年の国勢調査における人口統計データである。
基礎データ
- 人口: 4,700人
- 世帯数: 2,067世帯
- 家族数: 1,157家族
- 人口密度: 337.9/km² (874.5/mi²）
- 住居数: 2,466軒
- 住居密度: 177.3/km² (458.8/mi²)

人種別人口構成
- 白人: 68.04%
- アフリカン・アメリカン: 0.53%
- ネイティブ・アメリカン: 4.11%
- アジア人: 0.62%
- 太平洋諸島系: 0.11%
- その他の人種: 21.66%
- 混血(2人種間以上の): 4.94%
- ヒスパニック・ラテン系: 54.34%

世帯と家族（対世帯数）
- 全世帯数: 2,067世帯
- 18歳未満の子供がいる: 27.5%
- 結婚・同居している夫婦: 34.7%
- 未婚・離婚・死別女性が世帯主: 16.2%
- 非家族世帯: 44.0%
- 単身世帯: 37.3%
- 65歳以上の老人1人暮らし: 12.1%
- 平均構成人数
  - 世帯: 2.18人
  - 家族: 2.87人

年齢別人口構成
- 18歳未満: 23.0%
- 18-24歳: 6.6%
- 25-44歳: 26.4%
- 45-64歳: 27.8%
- 65歳以上: 16.2%
- 年齢の中央値: 41歳
- 性比（女性100人あたり男性の人口）
  - 総人口: 85.0人
  - 18歳以上: 81.3人

収入と家計
- 収入の中央値
  - 世帯: 25,016米ドル
  - 家族: 33,564米ドル
  - 性別
    - 男性: 27,683米ドル
    - 女性: 23,326米ドル
- 人口1人あたり収入: 15,983米ドル
- 貧困線以下
  - 対家族: 17.9%
  - 対人口: 23.1%
  - 18歳未満: 26.8%
  - 65歳以上: 24.4%